# King Kong (pel·lícula de 2005)
King Kong és una pel·lícula estatunidenca dirigida per Peter Jackson. És un remake del clàssic King Kong del 1933. És protagonitzada per Naomi Watts, Jack Black, Adrien Brody i, mitjançant la tècnica de la captura de moviments, Andy Serkis com a Kong. Ambientada l'any 1933, King Kong explica la història d'un ambiciós director que coacciona el seu repartiment i la tripulació del vaixell contractat per viatjar a la misteriosa illa de la calavera. Allà troben a Kong, un llegendari goril·la gegant, al qual capturen i porten a Nova York. Aquesta pel·lícula ha estat doblada al català.

## Argument
L'argument és molt semblant al del clàssic de 1933. L'Ann Darrow (Naomi Watts) és una actriu sense feina que coneix accidentalment en Carl Denham (Jack Black), un productor de cinema fracassat que necessita urgentment una actriu per a la seva nova pel·lícula i pretén fer un viatge a unes terres desconegudes. L'Ann hi accepta en saber que el guionista és el seu escriptor favorit, en Jack Driscoll (Adrien Brody).
Durant el viatge en vaixell cap a l'illa desconeguda l'Ann i en Driscoll s'enamoren, però de sobte el vaixell queda embarrancat. En Denham aprofita aquesta circumstància per baixar a terra amb en Driscoll, l'Ann i la resta de l'equip de filmació. Els natius comencen a atacar l'equip, i el capità i la tripulació es veuen obligats a defensar-los. Decideixen tornar al vaixell i quan es disposen a marxar-se'n, en Driscoll descobreix que l'Ann no és a bord: l'han segrestada els natius. Els tripulants del vaixell decideixen buscar-la per l'illa.
L'Ann és oferta com a tribut pels natius a un goril·la gegant anomenat Kong, però l'Ann aconsegueix escapar-ne. L'Englehorn, el capità del vaixell, està disposat a capturar aquell goril·la convençut per en Denham, que hi veu un possible pou d'ingressos econòmics. Finalment l'aconsegueixen fer dormir amb cloroform i el fiquen dins el vaixell per tornar a Nova York.
Ja a la gran ciutat, en Denham es fa famós exhibint el seu trofeu per Broadway, però la situació es complica quan el goril·la, enamorat de l'Ann, decideix buscar-la, tot creant el caos en la ciutat dels gratacels.

## Efectes visuals
Jackson va veure King Kong com una oportunitat per poder innovar tècnicament el camp de la captura de moviments, encarregant a Christian Rivers de Weta Digital la supervisió tots els aspectes de l'actuació de Kong. Jackson va decidir d'hora que no volia que Kong es comportés com un ésser humà, així que ell i el seu equip van estudiar hores de metratge de goril·les. Andy Serkis va ser triat per interpretar Kong l'abril del 2003 i es va preparar per al personatge treballant amb goril·les al Zoològic de Londres. També va viatjar a Ruanda, per observar les accions i comportaments dels goril·les en llibertat. Rivers explica que el fet d'haver aconseguit una captura de l'actuació facial tan detallada amb Serkis va ser acomplerta gràcies a les semblances entre la cara humana i la del goril·la. "Els goril·les tenen un posat molt similar d'ulls i celles que pots mirar aquestes expressions i transposar-los la teva pròpia interpretació." Fotos de goril·les d'esquena platejada foren sobreposades sobre el model de Kong durant les primeres etapes de l'animació. Serkis havia de passar dues hores de maquillatge de captura del moviment cada dia, amb 135 petits marcadors en diferents punts de la seva cara. En concloure el rodatge, Serkis va haver de passar un temps addicional de dos mesos en un estudi de captura del moviment, imitant els moviments de Kong per a facilitar la feina dels animadors digitals de la pel·lícula.
A part de Kong, l'illa Skull és habitada per dinosaures i altra fauna de grans dimensions. Inspirats per la feina de Dougal Dixon, els dissenyadors van imaginar el que haurien fet 65 milions d'anys o més d'evolució aïllada als dinosaures.

## Premis i nominacions

### Premis Oscar[3]
| Categoria                 | Receptor                                                       | Resultat   |
| ------------------------- | -------------------------------------------------------------- | ---------- |
| Millor direcció artística | Grant Major Dan Hennah Simon Bright                            | Nominats   |
| Millor so                 | Christopher Boyes Michael Semanick Michael Hedges Hammond Peek | Guanyadors |
| Millors efectes visuals   | Joe Letteri Brian Van't Hul Christian Rivers Richard Taylor    | Guanyadors |
| Millor edició de so       | Mike Hopkins Ethan Van der Ryn                                 | Guanyadors |

### Premis Globus d'Or
| Categoria                    | Receptor            | Resultat |
| ---------------------------- | ------------------- | -------- |
| Millor director              | Peter Jackson       | Nominat  |
| Millor banda sonora original | James Newton Howard | Nominat  |

### Premis BAFTA
| Categoria                   | Receptor                                                      | Resultat   |
| --------------------------- | ------------------------------------------------------------- | ---------- |
| Millor so                   | Hammond Peek Christopher Boyes Mike Hopkins Ethan Van der Ryn | Nominats   |
| Millor disseny de producció | Grant Major                                                   | Nominat    |
| Millors efectes visuals     | Joe Letteri Christian Rivers Brian Van't Hul Richard Taylor   | Guanyadors |